# James Mason (neonazist)
James Noland Mason (n. 25 iulie 1952, Chillicothe⁠(d), Ohio, SUA) este un neonazist american cunoscut pentru influența sa ideologică asupra organizației teroriste paramilitare Atomwaffen Division. 
Diverși membri ai acestui grup au fost condamnați pentru omor în opt cazuri în perioada 2017-2019.

## Biografie
Mason a copilărit în Chillicothe, Ohio. În 1966, în vârstă de 14 ani, acesta s-a înscris în mișcarea de tineret a Partidului Nazist American condus de George Lincoln Rockwell. În 1968, Mason plănuiește să-l ucidă pe directorul școlii pe care o frecventa, însă la sfatul lui William Luther Pierce, acesta abandonează studiile și începe să lucreze la sediul central al partidului în Virginia. După moartea lui Rockwell în 1967, Mason s-a alăturat organizației National Socialist White People's Party și Frontului Național Socialist de Eliberare⁠(d) (NSLF) condus de Joseph Tommasi. În 1970, la vârsta de 18 ani, acesta devine membru cu drepturi depline al NSWPP și se întoarce în orașul natal. La începutul anilor '80,  Mason intră în contact cu Sandra Good și Lynette Fromme⁠(d), două membre ale grupului condus de Charles Manson. În 1982, Mason și Manson înființează organizația Universal Order.
În 1973, Mason și neonazistul Greg Hurles au atacat cu gaze lacrimogene un grup de adolescenți de culoare într-o parcare a unui Dairy Queen⁠(d). Mason a fost condamnat la șase luni de închisoare în Cincinnati. În 1988 și 1991, poliția a percheziționat domiciliul acestuia din Ohio și au descoperit materiale pornografice cu o fata de 15 ani. În 1992, acesta a pledat vinovat și a primit o condamnare cu suspendare⁠(d), respectiv o amendă de 500$. În mai 1994, Mason a fost arestat și acuzat de exploatare sexuală a unui minor. Mason și-a amenințat prietena - în vârsta de 16 ani - și pe un alt bărbat cu o armă de foc, motiv pentru care a fost condamnat la trei ani de închisoare și eliberat în august 1999.

## Atomwaffen Division
Scrierile lui Mason din buletinul informativ Siege au influențat considerabil fundamentul ideologic al organizației Atomwaffen DIvision. Textele sunt considerate ca fiind foarte influente în grupurile radicale de dreapta sau neonaziste conform autorităților din Germania și Marea Britanie. Pe 14 martie 2020, Mason a susținut că organizația s-a desființat. În acel moment, AD urma să fie declarată organizație teroristă de către Departamentul de Stat. Schimbarea statutului a fost caracterizată de Anti-Defamation League drept un respiro și nu o încheiere a activităților militare. Conform SITE Intelligence Group, membrii Atomwaffen Division sunt încă activi.
De asemenea, Mason a fost vizitat de admiratori străini în casa sa din Denver, inclusiv membri ai Mișcării de rezistență nordică și ai Hammer of Ukko.

## Convingeri și scrieri
Mason este convins că naziștii nu pot prelua puterea atâta timp cât guvernul actual al Statelor Unite există și susține că acesta poate fi destabilizat prin violență. Mason îi descrie pe Timothy McVeigh și James Fields Jr. drept „eroi” pe motiv că rasa albă se află într-o situație periculoasă din cauza evreilor.  Acesta a comentat după alegerea lui Donald Trump că dacă dorim să facem America măreață din nou⁠(d), trebuie s-o facem din nou albă.
Între 1979 și 1980, Mason a lucrat cu National Socialist White Worker's Party unde a editat buletinul informativ The Stormer. În 1980, Mason a început să redacteze Siege. A continuat să publice până în 1986. Materialul laudă acțiunile lui Adolf Hitler, Joseph Tommasi, Charles Mason și Savitri Devi. Concomitent, militează pentru crime și acțiuni violente săvârșite aleatoriu cu scopul de a destabiliza societatea. În 1992, buletinele au fost editate și publicate sub titlul Siege: The Collected Writings of James Mason de Michael Jenkins Moynihan. Lucrarea este influentă în mediile neonaziste, iar lecturarea ei de către membrii noi ai Atomwaffen Division este obligatorie. În 2000, Mason a publicat The Theocrat, carte în care fragmente din Biblie sunt comparate cu pasaje din Mein Kampf.